# Jacob Friedrich Reimmann
Jacob Friedrich Reimmann (22 janvier 1668 - 1er février 1743) est un théologien luthérien, bibliographe, historien, et philosophe saxon.

## Biographie
Fils d'un instituteur à Gröningen dans la principauté d'Halberstadt, Reimann fréquente les lycées à Magdebourg, Eisleben et Altenbourg. En 1688, il commence à étudier la théologie et la philosophie à l'Université d'Iéna. 
À partir de 1692 il est recteur de divers gymnases à Osterwieck et Halberstadt. Il devient pasteur à Ermsleben en 1704, puis diacre et bibliothécaire à la cathédrale de Magdebourg. En 1714, il est désigné surintendant à Hildesheim. 
Reimann consacre principalement ses écrits à l'histoire littéraire (Historia Literaria, écrit en allemand); il procède à un échange de lettres avec Gottfried Wilhelm Leibniz. Il rejette toutefois la tradition des belles-lettres. Dans ses dernières années, il se confronte à l'œuvre de Pierre Bayle.
On a de lui :
- une Histoire critique de la Logique, en allemand (Francfort, 1699) ;
- une Histoire de l'Athéisme, en latin, 1725 ;
- un Catalogue desmss de la bibliothèque de Vienne,
- et autres ouvrages de bibliographie.